# Jewgeni Bumagin
Jewgeni Wladimirowitsch Bumagin (russisch Евгений Владимирович Бумагин; * 7. April 1982 in Belgorod, Russische SFSR) ist ein kasachisch-russischer Eishockeyspieler, der seit November 2014 beim HK Almaty in der kasachischen Meisterschaft unter Vertrag steht. Sein jüngerer Bruder Alexander ist ebenfalls als Eishockeyprofi aktiv.

## Karriere
Jewgeni Bumagin begann seine Karriere als Eishockeyspieler in der Nachwuchsabteilung des HK Belgorod und wechselte als 16-Jähriger zum HK Lada Toljatti, für dessen zweite Mannschaft er von 1998 bis 2000 in der Perwaja Liga, der dritten russischen Spielklasse, aktiv war. Daraufhin wurde er im NHL Entry Draft 2000 in der achten Runde als insgesamt 260. Spieler von den Detroit Red Wings ausgewählt, für die er allerdings nie spielte. Stattdessen verbrachte der Angreifer anschließend je eine Spielzeit in der zweitklassigen Wysschaja Liga bei ZSK WWS Samara, Disel Pensa und Motor Barnaul. Von 2003 bis 2006 stand der Linksschütze in der kasachischen Meisterschaft bei Kasachmys Karaganda und der Wysschaja Liga auf dem Eis, wobei er die Saison 2005/06 beim HK Sibir Nowosibirsk beendete, für den er in der russischen Superliga bis Saisonende in fünf Spielen ein Tor erzielte.
In der Saison 2006/07 trat Bumagin für seinen Ex-Club HK Lada Toljatti parallel in der drittklassigen Perwaja Liga sowie der Superliga an. Es folgten eineinhalb Jahre in der Wysschaja Liga bei Barys Astana in Kasachstan und Neftjanik Almetjewsk, ehe er im Laufe der Saison 2008/09 einen Vertrag bei Metallurg Nowokusnezk unterschrieb, für den er seither in der neu gegründeten Kontinentalen Hockey-Liga aktiv war. 2010 kehrte er nach Astana zurück und war in der Folge für Barys in der KHL und die zweite Mannschaft des Klubs in der kasachischen Liga aktiv.
In der Saison 2013/14 spielte er zunächst für Neftjanik Almetjewsk, ehe er am 31. Dezember 2013 entlassen wurde und anschließend vereinslos war. Im Herbst 2014 absolvierte er zwei Spiele für Jermak Angarsk, ehe er im November vom HK Almaty verpflichtet wurde, für den er in der kasachischen Meisterschaft spielt.

### International
Für Kasachstan nahm Bumagin an den Weltmeisterschaften der Top-Division 2010 und 2012 teil, bei denen er mit seiner Mannschaft jeweils den 16. und somit letzten Platz belegte und den sofortigen Wiederabstieg in die Division 1 hinnehmen musste. Bei der Weltmeisterschaft der Division I 2011 gelang ihm mit seinem Team der direkte Wiederaufstieg. Zudem gewann er mit der kasachischen Auswahl bei den Winter-Asienspielen 2011 durch einen 4:1-Erfolg im entscheidenden Spiel gegen Japan den Titel.

## Erfolge und Auszeichnungen
- 2011 Goldmedaille bei den Winter-Asienspielen
- 2011 Aufstieg in die Top-Division bei der Weltmeisterschaft der Division I, Gruppe B

## KHL-Statistik
(Stand: Ende der Saison 2013/14)